# Помірне вживання алкоголю

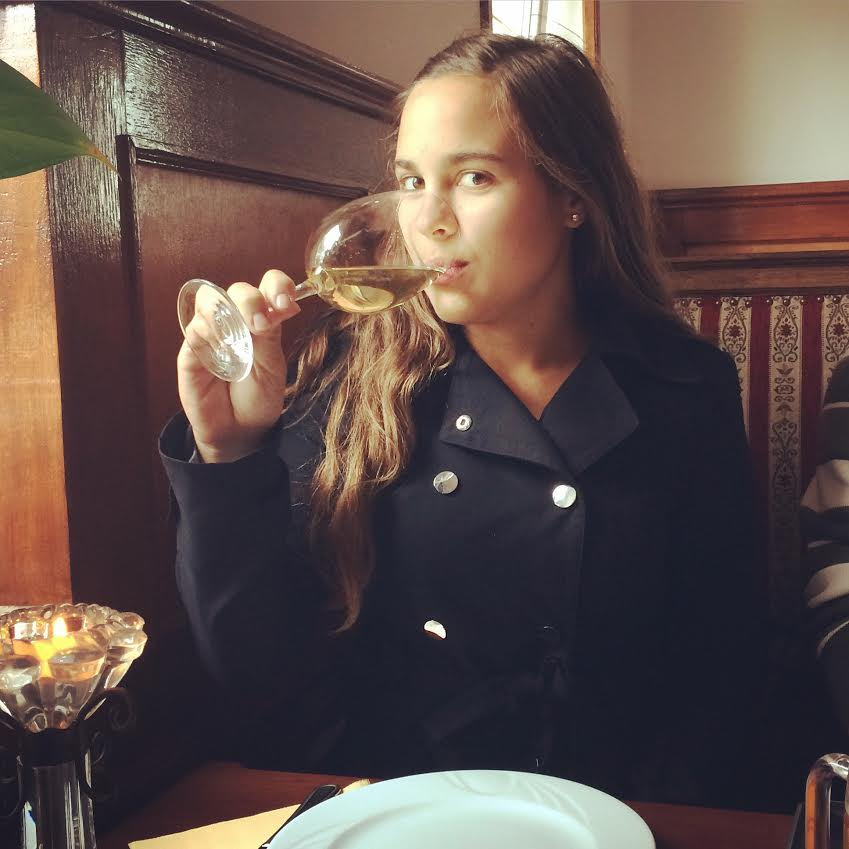

Помірне вживання алкоголю — доза, еквівалентна 15-25 г чистого спирту на день (2-4 «стандартні дози» (англ. standard drinks) алкогольних напоїв) не більше чотирьох доз для чоловіків, не більше двох доз для жінок, не більше однієї дози алкоголю на день для осіб після 65 років.
Різниця між чоловіками з одного боку і жінками й людьми, старшими за 65 років, з іншого, обумовлена тим, що останні мають меншу кількість води в організмі, отже концентрація алкоголю в їхній крові збільшується при вживанні менших доз спиртного.
Ці загальні принципи, що визначають помірне вживання алкоголю, не поширюються на людей, яким категорично не можна вживати спиртні напої в будь-якому вигляді і будь-якому обсязі:
- вагітні;
- особи, що приймають лікарські препарати, не сумісні з алкоголем;
- особи, які лікуються від алкогольної залежності;
- діти і підлітки (віком до 21 року);
- люди з певними захворюваннями, за яких вживання спиртних напоїв протипоказано (наприклад, виразка, хвороби печінки та інше).

Слід уникати вживання алкоголю будь-якого виду і дози перед або під час водіння транспортних засобів, роботи на верстатах або за будь-якої діяльності, що потребує уваги.

## Стандартні дози алкоголю

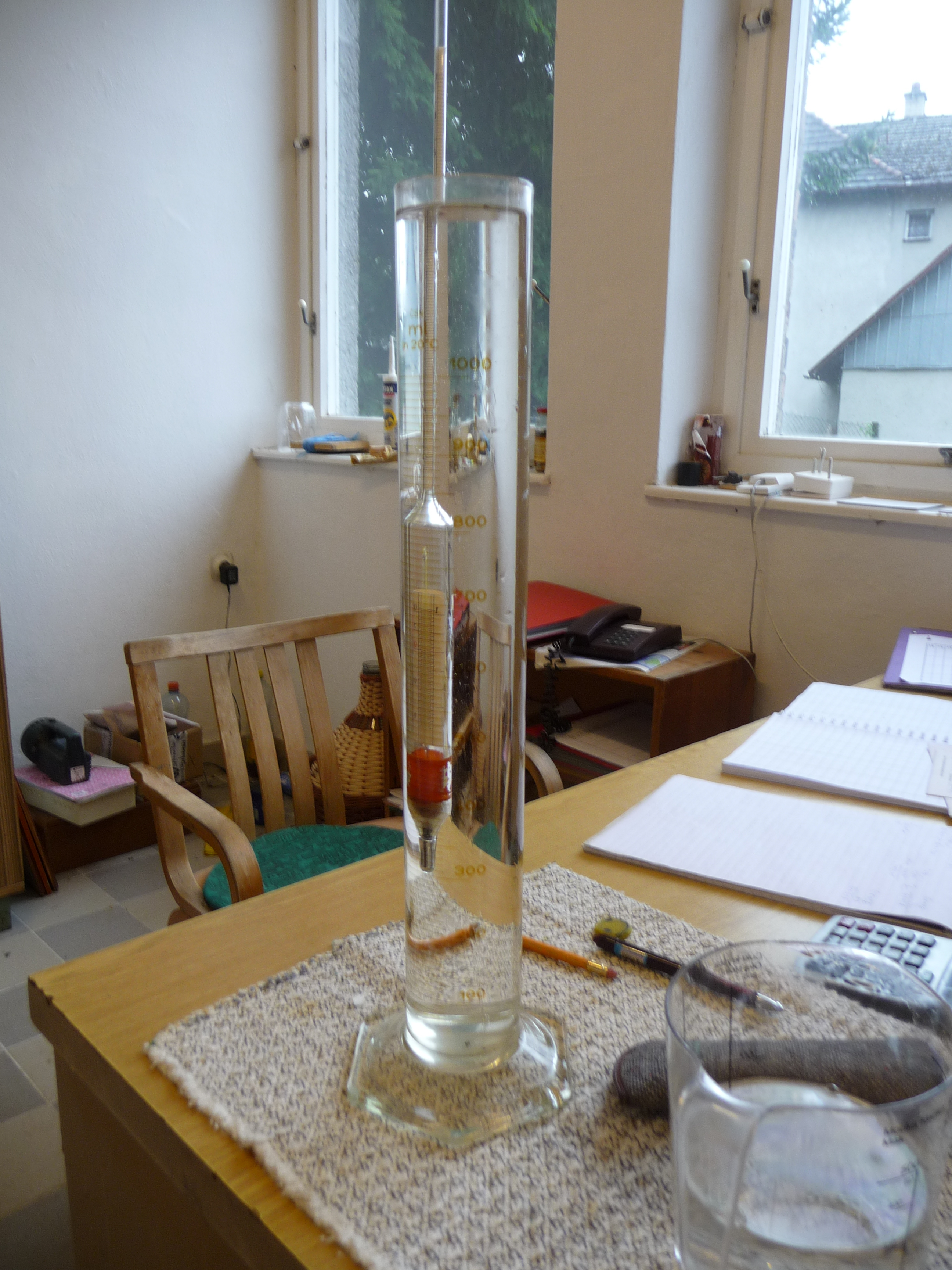
Alcoholometer

В дослідженнях за одну дозу алкоголю — «дрінк» (англ. drink) — приймалася його кількість, встановлена в кожному дослідженні (проте використання при об'єднаному аналізі 10, 12 або 14 г етанолу за дозу не впливало на результати).
1990 р. Міністерство землеробства і Міністерство охорони здоров'я, освіти і соціального забезпечення США визначило «помірне вживання алкоголю» яке не перевищує однієї «стандартної дози» спиртовмісних напоїв для жінок і двох таких порцій для чоловіків. Стандартною дозою алкоголю в США вважається:
- 12 унцій пива або сухого вина (340 г або 0,36 л)
- 5 унцій кріпленого вина (140 г або 0,15 л)
- 1,5 унцій інших міцних спиртних напоїв типу горілки (42 г або 0,05 л).

В різних країнах визначені власні «одиниці» споживання алкоголю або «стандартні дози» (англ. standard drinks) алкогольних напоїв, рекомендовані при споживанні алкоголю. Стандартні дози у порядку збільшення розміру:
- Австрія: 6 г
- Велика Британія: Доза алкоголю 8 г або 10 мл спирту. Доза є приблизним еквівалентом півпінти пива звичайної міцності, елю або сидру (3-4 % алкоголю за об'ємом), або малої барної міри (25 мл) спиртного (40 % алкоголю за об'ємом), або стандартної барної міри (50 мл) кріплених вин, таких як херес або портвейн (20 % алкоголю за об'ємом).
- Ісландія: 9,5 г
- Нідерланди: 9.9 г
- Австралія, Ірландія, Італія, Нова Зеландія, Польща, Іспанія: 10 г / 12,7 мл спирту. В цих країнах, стандартна доза дорівнює 30 мл міцних спиртних напоїв, 330 мл баночного пива або 100 мл келиху столового вина. Для розрахунку стандартних напоїв, використовується наступна формула: обсяг ємності, пляшки (л) х % алкоголю за об'ємом (мл/100мл) х 0,789 = кількість стандартних доз.
- Фінляндія: 11 г
- Швейцарія: 10-12 г
- Данія, Франція, ПАР: 12 г
- Канада: 13.6 г. Приклади стандартних напоїв: 5 унцій/142 мл вина (12 % спирту), 1,5 унцій/43 мл міцного спиртного (40 % алкоголю), 12 унцій/341 мл звичайного пива міцністю (5 % алкоголю)
- Португалія, США: 14 г / 18 мл / 0,6 унцій чистого спирту
- Угорщина: 17 г
- Японія: 19.75 г / 25 мл спирту.

В Україні офіційно такі норми не введені.

## Помірне вживання алкоголю і здоров'я
У той час як надмірне вживання алкоголю вкорочує тривалість життя, помірне пиття може продовжувати її на 15-19 %.
До такого висновку прийшли учені, що проаналізували результати 34 масштабних досліджень, в яких містилися дані по більш ніж 1 мільйону чоловік і були описані 94,5 тисяч випадків смерті.
Щоб знизити ризик смерті від будь-якої причини, жінкам варто[джерело не вказане 4787 днів] випивати 1-2 «дрінки» на добу, а чоловікам — 2-4 «дрінки». У той же час перевищення цієї дози не тільки позбавляє людину «алкогольного захисту», але й підвищує ризик смерті.
Різниця в кількості «дрінків» для чоловіків і жінок пояснюється тим, що вони по-різному засвоюють алкоголь, і у жінки, що випила «чоловічу» дозу, вміст алкоголю в крові вищий (вони й похмілля переносять важче).
Оптимальним[джерело не вказане 4787 днів] вчені вважають пиття алкоголю під час їжі — на обід або сніданок, але решта дня повинна проходити в повній тверезості.
Інші обстеження доводять, що особи, які п'ють помірно, рідше страждають на захворювання серця, ожиріння і депресії порівняно з тими, хто зовсім відмовився від спиртного. Втім, це не означає, що алкоголь в розумних дозах надає захисну дію, просто ті, що п'ють помірно, — це в основному багатші й успішніші люди, що ретельно стежать за своїм здоров'ям. За словами медиків[джерело не вказане 4787 днів], помірне вживання алкоголю можна вважати маркером вищого соціального статусу, кращого стану здоров'я і зниженого ризику розвитку хвороб серця.
Американські вчені провели експеримент, в якому взяли участь 1824 представників обох статей. Віковий діапазон учасників становив від 55 до 65 років. Учасники першої групи випивали регулярно невелику кількість алкоголю. Представники другої групи не вживали алкоголь протягом тривалого часу. Виявилося, що ті, хто протягом останніх 20 років взагалі не вживав алкоголь, мали підвищений ризик передчасної смерті на 49 % вище, ніж у учасників з другої групи. На думку дослідників, таку закономірність можна пояснити тим, що, припинивши вживати алкоголь, учасники експерименту знайшли розслаблення в інших шкідливих звичках, таких як куріння і вживання жирної їжі, а люди, які випивають регулярно, але в маленьких кількостях, найчастіше ведуть здоровий спосіб життя.

### Захисний ефект алкоголю при атеросклерозі
У ряді досліджень епідеміологічного характеру зроблено припущення, що помірне вживання алкоголю (еквівалентне 15-25 г чистого спирту в день) супроводжується зниженням смертності від атеросклерозу. Так, у виноробних областях Франції відзначається низька смертність від ішемічної хвороби серця, незважаючи на велике споживання насичених жирів і високий рівень класичних факторів ризику. Припускають, що захисний ефект алкоголь в більшій мірі зумовлений профілактикою тромбозу, ніж самого атеросклерозу.

#### Обмеження
Загальна смертність і смертність від серцево-судинних захворювань підвищена при щоденному вживанні понад 40 г алкоголю[джерело не вказане 4787 днів], особливо при схильності до запою. У зв'язку з тим, що зловживання алкоголем пов'язано з ризиком багатьох захворювань — гіпертонії, виразкової хвороби шлунка, гепатиту і цирозу печінки, алкогольних уражень м'яза серця і нервової системи, травматизмом, лікарі не можуть рекомендувати алкоголь для профілактики атеросклерозу.

### Зниження ризику виникнення серцево-судинних захворювань
Помірне споживання спиртних напоїв (близько 30 грамів) знижує ризик виникнення серцево-судинних захворювань у чоловіків на 31 %, а у жінок — на 42 %. Вчені розподілили всіх учасників дослідження на три вікові групи (до 50 років, 50-59 років і 60 і старше) і виявили однакове зниження ризику у всіх групах.

#### Зниження ризику інфаркту міокарда
Чоловіки, які випивають у досить малих дозах — наприклад, 1 дрінк 3-4 рази на тиждень — мають мінімальний ризик кардіальної патології (інфаркту міокарда). У них на 32 % нижче ймовірність серцевого нападу, в порівнянні з тими, хто вживає спиртне рідше одного разу на тиждень. Вчені пояснюють, що помірне споживання алкоголю підвищує рівень холестерину ліпопротеїнів високої щільності, зменшує схильність до тромбоутворення, поліпшує вуглеводний обмін[джерело не вказане 4787 днів].

#### Зниження смертності після інфаркту міокарда
Помірне споживання алкоголю знижує смертність після інфаркту міокарда, що помірне споживання алкоголю пацієнтами що витерпіли інфаркт міокарда здається ефективнішим стосовно продовження життя цих пацієнтів, ніж інтенсивна гіполіпідемічна терапія.

### Зниження ризику розвитку діабету
Помірне вживання спиртних напоїв може знижувати ризик розвитку діабету. Десятирічне спостереження за 35 тисячами осіб продемонструвало, що люди, які випивали в середньому по одній-дві порції алкоголю на день, на 45 % рідше хворіли на діабет другого типу, чим непитущі. Інші дослідження доводять, що споживання алкоголю в помірних кількостях, як з'ясовується, здатне захистити жінок похилого віку від розвитку діабету другого типу, тобто того, котрий не вимагає регулярних ін'єкцій інсуліну, вчені виявили тут цікаву закономірність — цей тип діабету загрожує або абсолютно непитущим, або тим, хто п'є надмірно.

### Захист від хвороби Альцгеймера
Помірне споживання алкоголю може забезпечити здоровим людям захист від хвороби Альцгеймера.

### Вплив на функцію нирок
Помірне вживання алкоголю благотворно впливає на функцію нирок та знижує ризик ниркової патології. Ретельні та багаторічні дослідження довели, що помірне вживання алкоголю чоловіками підвищує рівень креатиніну, знижує рівень клубочкової фільтрації. Цікаво, що на вираженість зазначених взаємозв'язків не впливали показники кров'яного тиску, наявність діабету і рівень холестерину. Вид споживаних спиртних напоїв на зазначені асоціації не впливав.

### Зниження ймовірності захворювання на рак нирок
Вживання алкогольних напоїв знижує ймовірність захворювання на рак нирок.
Згідно з результатами досліджень встановлено, що представники людства, які випивають 620 грамів чистого алкоголю на місяць, на 40 % знижують імовірність виникнення раку нирок. Їхні показники порівнювали з непитущим людьми.
Крім того, ризик ниркової онкології знижується і у тих, хто випиває більше двох келихів червоного та білого вина на тиждень або відповідну цьому кількість пива середньої міцності. Однак слабоалкогольне пиво, кріплене вино і спиртовмісні напої не мають аналогічного ефекту.
Вчені вважають, що взаємозв'язок між обсягом споживаного алкоголю і зменшенням ризику захворювання на рак пояснюється наявністю в цих напоях антиоксидантів і антимутагенів.

### Захист печінки
Помірне вживання вина (близько 100 г у день) не лише не завдає шкоди печінці, але й запобігає розвитку неалкогольного стеатогепатиту (НАСГ), який є одним із найпоширеніших захворювань печінки. Корисні для печінки властивості виявлені у вина, але не виявлені у пива й міцних напоїв. У такий спосіб у людей, які щодня випивають склянку вина, ризик виникнення НАСГ на 50 % нижче, ніж у тих, хто взагалі не п'є алкоголю. В аматорів пива й міцних напоїв, навіть за умови помірного вживання, ризик НАСГ виявився в 4 рази вищим.

### Зміцнення кісток
Регулярне помірне споживання алкоголю підвищує мінеральну щільність кісток. Позитивний вплив на суглоби і кісткову тканину надає пиво і вино, але ймовірність зміцнення кісток була значно нижчою, якщо люди випивали більше двох спиртних напоїв на день. Результати дослідження свідчать, що алкоголь в низьких дозах володіє захисним ефектом для кісток, а зловживання спиртним навпаки призводить до втрати кісткової маси. Таким чином, пара келихів вина на тиждень не зашкодять здоров'ю і навіть здатні запобігти розвитку остеопорозу, стверджують ортопеди.

### Зниження ризику розвитку ревматоїдного артриту
Помірне вживання алкогольних напоїв захищає людей від ризику розвитку ревматоїдного артриту. Дослідники виявили, що у тих, хто вживав алкоголь в помірних кількостях, процес руйнування сполучних тканин відбувався повільніше, ніж у тих, хто не пив зовсім. А ось у тих учасників, хто зловживав спиртними напоями, швидкість розвитку захворювання збільшувалася вдвічі.
Цікавим відкриттям стало і те, що більшою мірою помірне вживання алкогольних напоїв допомагало чоловікам, ніж жінкам.

### Захист від деяких видів раку
Щоденне вживання слабких вин знижує ризик розвитку деяких видів раку. Дослідження показало, що набагато корисніше для здоров'я вживати вино міцністю 10 %, ніж 14 %.
Якщо людина щодня випиває один великий склянку (250 мл) вина міцністю 10 %, ризик захворіти на рак кишечника знижується на 7 % у порівнянні з тими, хто віддає перевагу міцнішому вину. Аналогічного ефекту можна добитися, якщо перейти з міцного пива на слабке. При цьому чоловіки не повинні випивати більше двох склянок спиртного на добу, а жінки — більше однієї.
На думку вчених, спиртні напої також впливають на розвиток інших типів раку. Якщо вживати слабкі вина, можна знизити ймовірність захворіти на рак горла, стравоходу і грудей.

#### Зниження ризику розвитку раку легенів
Помірне вживання червоного вина здатне знизити ризик розвитку раку легенів у чоловіків, особливо у курців. Дослідження показало наявність двопроцентного зниження ризику розвитку раку на кожен випитий стакан червоного вина на місяць. Найзначніше зниження ризику (60 %) було виявлене у курців, які випивали 1-2 стакани червоного вина на день.
Тим не менш, вчені нагадують, що найкращим способом знизити ризик раку, як і раніше вважається відмова від куріння, оскільки навіть у тих курців, які випивали по два стакани червоного вина в день, цей ризик значно вище, ніж у некурящих.
Ніякого впливу на рак легенів від вживання білого вина, пива та інших спиртних напоїв виявлено не було. Червоне вино відрізняється високим вмістом антиоксиданту ресвератролу, отриманого з шкірки винограду. Його істотні корисні властивості були неодноразово показані у випробуваннях на тваринах.

### Протизапальний ефект
У людей похилого віку, які випивають на тижні 1-7 дрінків, нижчі рівні маркерів запалення. Можливо, саме з цим пов'язана сприятлива дія споживання малих доз алкоголю на серцево-судинне здоров'я. Це може бути одним з біологічних механізмів зв'язку помірного споживання алкоголю та зменшення ризику пов'язаної із запаленням патології (серцево-судинні захворювання, деменція, діабет, летальний результат). Високі рівні маркерів запалення є предикторами серцево-судинних ускладнень та смертності в осіб зрілого та похилого віку.

### Протекторна дія при радіації
Вчені вважають, що помірні дози алкоголю, особливо червоного вина, мають захисну дію у разі впливу на організм малих хронічних доз радіації.